# Buchbinderleinwand
Buchbinderleinwand (engl. book cloth) zum Überziehen von Buchdeckeln, Kartonagearbeiten und Ähnlichem, wird aus leichtem, aber dicht geschlagenem Baumwollgewebe (Kaliko) hergestellt, das man in gewöhnlicher Weise färbt oder bedruckt und dann, um ihm größere Steifigkeit, auf einer Seite einen starken Glanz und einen hohen Grad von Widerstandsfähigkeit gegen Aufnahme von Wasser zu verleihen, mit einer besonderen Appreturmasse behandelt.

## Verfahren
Man löst 100 Teile Chlormagnesium in so viel Wasser, als zur Lösung von 100 Teilen Stärke erforderlich ist, setzt 1 Teil Salzsäure hinzu und erhitzt die Lösung eine Stunde lang auf 90 °Celsius. Hierauf wird sie mit Kalkwasser neutralisiert, einmal aufgekocht und mit einem Schwamm oder einer Appreturmaschine auf das Gewebe aufgetragen. Nachdem dieses in gespanntem Zustand (auf Spannrahmen oder Spannmaschinen) getrocknet ist, wird es auf Walzenglättmaschinen kalandriert, geglättet, auch wohl sogleich gaufriert, um ihm ein besonderes Muster zu geben. Besser fällt das Fabrikat aus, wenn es erst kalandriert wird und dann, schwach angefeuchtet, durch die Presswalzen läuft.
Die Buchbinderleinwand ist an der Oberfläche entweder matt oder gewöhnlicher, stark glänzend. Die matten Sorten sind nach dem beschriebenen Vorgang fertig. Die glänzenden werden vor dem Gaufrieren noch mit hellem, sehr reinem Leinwasser überstrichen. Dieser Überzug ist jedoch nicht gehörig wasserdicht, selbst wenn Alaun zugesetzt wird, so dass beim Gebrauch eines in Kaliko gebundenen Buches jeder darauf fallende Wassertropfen Spuren zurücklässt.
Geeigneter erscheint daher ein nicht brüchiger Schellackfirnis (bereitet durch Kochen von 10 Teilen Borax mit 30 Teilen Schellack in 200 Teilen Wasser bis zur Lösung und gefärbt mit dauernden Anilinfarben) oder mit einem Überzug von Aluminiumpalmitat.
Für besondere Fälle, z. B. wenn die mit Buchbinderleinwand gebundenen Bücher zum Gebrauch in chemischen Laboratorien und dergleichen bestimmt sind, wird sogar die eine Seite mit Kautschuk imprägniert oder nach Art des Wachstuchs präpariert.